# Principe démocratique
Le principe démocratique est l'un des principes sous-jacents de la Constitution du Canada. Bien que le principe démocratique ne soit nullement décrit de manière explicite dans la Loi constitutionnelle de 1867 ou la Charte canadienne des droits et libertés, la Cour suprême du Canada a dit qu'il fait partie de la Constitution du Canada dans le Renvoi sur la sécession du Québec.

## Contexte juridique
Une lecture trop littérale de la Loi constitutionnelle de 1867 ne permet pas de voir immédiatement que le Canada est un État démocratique. Au contraire, certaines dispositions de la loi semblent attribuer un pouvoir de monarchie absolue au monarque. Par exemple, l'article 9 LC 1867 déclare qu'« À la Reine continueront d’être et sont par la présente attribués le gouvernement et le pouvoir exécutifs du Canada ». L'article 10 dit que le gouverneur général administre l'État au nom de la reine. L'article 11 LC 1867 dit que le Conseil privé avise la Reine, plutôt que le Conseil des ministres. L'article 12 LC 1867 confère des pouvoirs exécutifs au gouverneur général. L'article 15 LC 1867 dit que la Reine commande personnellement les armées.
Bien que l'existence de députés est mentionnée à l'article 14 LC 1867, le premier ministre du Canada lui-même n'est pas mentionné et la Loi constitutionnelle de 1867 ne prévoit pas son mode d'élection démocratique par une majorité ou une pluralité de voix de députés de la Chambre des communes. Cette pratique parlementaire d'élire le premier ministre par un vote de députés de la Chambre des communes et cette pratique démocratique d'élire les députés par un vote de citoyens dans des circonscriptions électorales font partie des conventions constitutionnelles. L'émergence de la démocratie a été un processus graduel qui s'est produit sans qu'aucune modification importante n'ait été apportée à la Loi constitutionnelle de 1867, qui demeure dans les faits une loi archaïque et qui date d'une époque où l'indépendance du Canada n'était pas encore pleinement acquise du Royaume-Uni.
Toutefois, il faut savoir qu'au moment même où la Loi constitutionnelle de 1867 a été adoptée, le Canada élisait déjà des députés au suffrage masculin censitaire. La première élection de députés en territoire canadien remonte à l'an 1792, lorsque le Canada était une colonie britannique. Ce que la Loi constitutionnelle de 1867 fait en réalité, c'est qu'elle couche par écrit l'état du droit constitutionnel anglais tel qu'il existait au moment où les conventions constitutionnelles anglaises ont commencé à se développer au XVIIIe siècle.

## Affirmation jurisprudentielle du principe démocratique dans le Renvoi sur la sécession
Dans le Renvoi sur la sécession du Québec(1998), la Cour suprême du Canada a rédigé une décision importante dont l'enjeu est de réfuter la prétention que la souveraineté populaire est en soi un élément suffisant qui permettrait de déclarer unilatéralement la sécession du Québec. En réponse à cette prétention, la Cour suprême dit que bien que le principe démocratique fait partie de la Constitution du Canada, il faut le balancer avec d'autres principes constitutionnels sous-jacents comme le fédéralisme, le constitutionnalisme et la primauté du droit, ainsi que le respect des minorités. La conséquence est que la sécession du Québec exige au préalable une négociation de bonne foi avec le reste du Canada et qu'une déclaration unilatérale d'indépendance ne suffit pas.
Dans le renvoi, la Cour suprême décrit de la manière suivante le principe démocratique au paragraphes 62 à 69 de la décision : Par. 62 « Le principe de la démocratie a toujours inspiré l'aménagement de notre structure constitutionnelle, et demeure aujourd'hui une considération interprétative essentielle. [...] pour bien comprendre le principe de la démocratie, il faut l'envisager comme l'assise que les rédacteurs de notre Constitution et, après eux, nos représentants élus en vertu de celle-ci ont toujours prise comme allant de soi. C'est peut-être pour cette raison que ce principe n'est pas mentionné expressément dans le texte même de la Loi constitutionnelle de 1867 . Cela aurait sans doute paru inutile, voire saugrenu, aux rédacteurs. Comme l'explique le Renvoi relatif aux juges de la Cour provinciale, précité, au par. 100, il est évident que notre Constitution établit au Canada un régime de démocratie constitutionnelle. Cela démontre l'importance des principes constitutionnels sous‑jacents qui ne sont décrits expressément nulle part dans nos textes constitutionnels. Le caractère représentatif et démocratique de nos institutions politiques était tout simplement tenu pour acquis. ».
Par. 63 : « Par démocratie, on entend communément un système politique soumis à la règle de la majorité. Il est essentiel de bien comprendre ce que cela signifie. L'évolution de notre tradition démocratique remonte à la Magna Carta (1215) et même avant, à travers le long combat pour la suprématie parlementaire dont le point culminant a été le Bill of Rights anglais de 1689, puis l'émergence d'institutions politiques représentatives pendant la période coloniale, le développement de la responsabilité gouvernementale au XIXe siècle et, finalement, l'avènement de la Confédération elle‑même en 1867 ».
[...] 
Par. 65 : « En termes institutionnels, la démocratie signifie que chacune des assemblées législatives provinciales et le Parlement fédéral sont élus au suffrage populaire. Selon New Brunswick Broadcasting, précité, à la p. 387, ces assemblées législatives sont des « élément[s] essentiel[s] du système de gouvernement représentatif ». Au niveau individuel, le droit de vote aux élections à la Chambre des communes et aux assemblées législatives provinciales, ainsi que le droit d'être candidat à ces élections, sont garantis à «[t]out citoyen canadien» en vertu de l'art. 3 de la Charte . La démocratie, dans la jurisprudence de notre Cour, signifie le mode de fonctionnement d'un gouvernement représentatif et responsable et le droit des citoyens de participer au processus politique en tant qu'électeurs »

## Le principe démocratique dans leprocessus de dialogue entre les tribunaux et les législatures
Selon le professeur de droit Jean Leclair, il faut garder en mémoire que « la démocratie est à la fois un mécanisme de décision et un mécanisme de justification ». En tant que principe de décision, « le principe majoritaire permet de trancher un débat (référendum) ou de choisir les titulaires temporaires du pouvoir (élections). [...] En tant que principe de justification, la démocratie se fonde sur une conviction partagée par tous que certaines idées ou conclusions sont meilleures que d’autres, que des processus rationnels nous permettent d’identifier ces idées ». Il affirme que la démocratie suppose aussi la conviction que la vérité l'emporte sur les opinions de tout et chacun, car la démocratie n'a pas seulement qu'un aspect électoral et décisionnel, elle comporte aussi l'écoute et la délibération rationnelle. Les tribunaux peuvent également exercer cette fonction de délibération rationnelle même s'ils ne sont pas composés d'élus, car les tribunaux sont en mesure de décider après avoir confronté les différentes versions de ce qu'on leur plaide comme étant le bien commun. Lorsqu'on envisage le rôle des tribunaux dans cette perspective, on reconnaît que les tribunaux ont un rôle à jouer dans les affaires qui impliquent l'utilisation de la disposition de dérogation aux Chartes. Les dispositions de dérogation aux Chartes prévoient que la loi aura effet malgré les Chartes, mais elles n'interdisent aux tribunaux de constater à l'intérieur de jugements l'existence d'incompatibilités entre la loi et la Charte. Lorsqu'un tribunal rend une telle décision, il contribue à nourrir le débat démocratique et le gouvernement doit vivre avec la possibilité d'une déclaration d'incompatibilité entre la loi et la Charte.